# Квинт Вераний
Квинт Вераний Непот (на латински: Quintus Veranius Nepos; † 57 или 58 г.) e политик и сенатор на Римската империя през 1 век.
Син е на Квинт Вераний, който е homo novus и като много близък с Германик го придружава като comes на Изток и става първият управител на провинция Кападокия през 18 г.
През 41 г. Вераний е народен трибун, 47/48 г. е легат в провинция Ликия и Памфилия. През 48 г. Клавдий го издига на патриций. През 49 г. той е консул заедно с Гай Помпей Лонг Гал. Вераний е приет в колегията на авгурите и вероятно получава триумф. През 57 г. e легат в Британия и умира там 57 или 58 г.
Вераний има две дъщери, близначките Октавила и Верания Гемина. Верания се омъжва за Луций Калпурний Пизон, който през 69 г. е осиновен от Галба и определен за негов наследник.